# Escut de Castellfollit de Riubregós

Escut oficial de Castellfollit de Riubregós

L'escut oficial de Castellfollit de Riubregós té el següent blasonament:
Escut caironat: d'argent, un castell de porpra obert acompanyat a la punta d'un card de tres flors d'or sobre dues faixes ondades d'atzur. Per timbre, una corona mural de poble.

## Història
Va ser aprovat el 3 de març del 2008 i publicat al DOGC el 17 de març del mateix any amb el número 5092.
El castell és el senyal parlant tradicional dels escuts de la vila i fa referència a l'antic castell de Castellfollit o de Sant Esteve, ja esmentat al segle xi i actualment en ruïnes. Les faixes ondades són un altre senyal parlant i recorden el riu Llobregós, vora el qual s'aixeca la vila. El card és el senyal parlant dels Cardona, senyors tradicionals del terme i del vescomtat de Cardona, al qual pertanyia Castellfollit de Riubregós.